# Чили на летних Олимпийских играх 1972
Команда Чили принимала участие в Летних Олимпийских играх 1972 года в Мехико (Мексика) в тринадцатый раз за свою историю, но не завоевала ни одной медали.

## Результаты соревнований

### Академическая гребля
В следующий раунд из каждого заезда проходили несколько лучших экипажей (в зависимости от дисциплины). В финал A выходили 6 сильнейших экипажей, ещё 6 экипажей, выбывших в полуфинале, распределяли места в финале B.
Мужчины
| Соревнование | Спортсмены    | Предварительный заезд | Предварительный заезд | Предварительный заезд | Отборочный заезд | Отборочный заезд | Отборочный заезд | Полуфинал            | Полуфинал            | Полуфинал            | Финал                | Финал                | Итоговое место       |                      |
| Соревнование | Спортсмены    | Заезд                 | Время                 | Место                 | Заезд            | Время            | Место            | Заезд                | Время                | Место                | Время                | Место                | Итоговое место       |                      |
| ------------ | ------------- | --------------------- | --------------------- | --------------------- | ---------------- | ---------------- | ---------------- | -------------------- | -------------------- | -------------------- | -------------------- | -------------------- | -------------------- | -------------------- |
| одиночки     | Янис Родманис | 1                     | 8:23,38               | 4                     | 2                | 8:29,66          | 4                | завершил выступление | завершил выступление | завершил выступление | завершил выступление | завершил выступление | завершил выступление | завершил выступление |

### Стрельба
Открытые соревнования
| Соревнование | Спортсмены | Финал     | Финал |
| Соревнование | Спортсмены | Результат | Место |
| ------------ | ---------- | --------- | ----- |
| скит         | Хорхе Уауй | 191       | 17    |